# Степанов Дмитро Михайлович
Дмитро́ Миха́йлович Степа́нов — солдат Збройних сил України, учасник російсько-української війни.

## Короткий життєпис
Працював на власній пилорамі. Разом зі своїм другом Андрієм Карпюком, був призваний за мобілізацією у серпні 2014 році до 3-го батальйону 80-ї аеромобільної бригади, згодом переведений у 81-шу ДШБ. Із листопада 2014 року перебував на передовій у зоні АТО. Номер обслуги, 81-ша окрема аеромобільна бригада. Брав участь у боях за Донецький аеропорт.
3 квітня 2015-го загинув внаслідок підриву на міні поблизу Авдіївки. Тоді ж загинули солдат Андрій Карпюк та капітан Юрій Чучалін. Згодом від поранень помер солдат Дмитро Свідерський.
Вдома лишилися дружина та донька 2011 р.н. Похований у Суську. 8 квітня 2015 року в останню дорогу Андрія Карпюка та Дмитра Степанова односельці проводжали на колінах, встеливши шлях квітами.

## Нагороди
За особисту мужність і героїзм, виявлені у захисті державного суверенітету та територіальної цілісності України, вірність військовій присязі під час російсько-української війни, відзначений — нагороджений
- 27 червня 2015 року — орденом Богдана Хмельницького III ступеня.
- нагрудним знаком «За оборону Донецького аеропорту» (посмертно)